# Endogamie

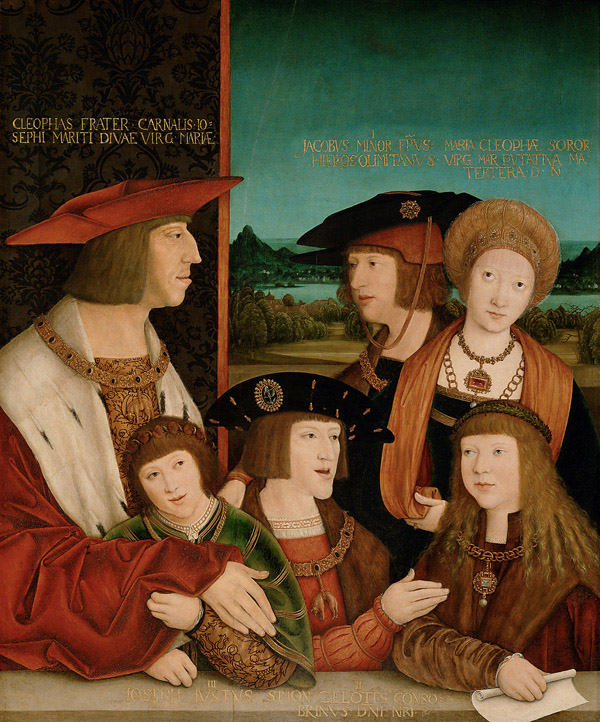
Portret al familiei împăratului Maximilian I al Habsburgilor, pictat de Bernhard Strigel, Viena, Kunsthistorisches Museum. Familia Habsburgică era cunoscută ca fiind endogamă.

Endogamia (spre deosebire de exogamie) reprezintă un fenomen social care constă în contractarea căsătoriilor în cadrul aceleiași comunități (grup etnic, grup religios), având drept consecință segregarea acesteia față de comunitățile învecinate. Se poate ajunge la consangvinitate, ale cărei riscuri sunt: reducerea vitalității membrilor comunității respective și creșterea riscurilor de apariție a maladiilor genetice degenerative, a dimorfismelor și a cazurilor de sterilitate.